# バーデニア (小惑星)
バーデニア (333 Badenia) は小惑星帯に位置する小惑星。1892年8月22日、ハイデルベルク天文台のマックス・ヴォルフによって発見された。ドイツのバーデン＝ヴュルテンベルク州の地名バーデンをラテン語風にした名前が名付けられた。
ヒギエア族に分類され、この族の中では (10) ヒギエアに次いで二番目に大きい。また、最初に仮符号が付けられた小惑星でもある。